# Storegga-aardverschuiving
De Storegga-aardverschuiving is een grote onderzeese aardverschuiving, die in het 7e millennium v.Chr. plaatsvond, tussen 6225 en 6170 v.Chr. Daarbij schoof een rand van het Noorse continentaal plat in de Noorse Zee, een randzee van de Atlantische Oceaan. De naam is hiervan afgeleid; storegga is Noors voor "grote rand".
Gemeten langs de kust mat het gebied dat de diepte in schoof zo'n 300 kilometer, en het reikte 800 kilometer in de Noorse Zee. Tot 2023 werd aangenomen dat het een reeks van verschuivingen betrof, maar een deel van het materiaal blijkt al duizenden jaren eerder in beweging gezet te zijn, bij een gebeurtenis die Nyegga-aardverschuiving gedoopt is.
De Storegga-verschuiving resulteerde in tsunami's die Brittannië losmaakten van Continentaal Europa en grote overstromingen veroorzaakten in Noorwegen, Groot-Brittannië de Faeröer, Groenland en de kusten van de Barentszzee. Daarbij werden metersdikke lagen marien sediment op de kusten en in meren gedeponeerd. Het is de grootste onderzeese verschuiving die ooit het zeeoppervlak in beroering bracht en de grootste uit het Holoceen. Ook is het de grootst bekende verschuiving van een continentaal plat.
Er wordt vermoed dat zo'n tsunami de genadeklap gaf aan de bewoning van het eiland dat resteerde van Doggerland; in elk geval is er geen spoor van menselijke aanwezigheid na die tijd, maar mogelijk was het eiland al eerder verlaten.

## Risico's in de noordelijke Atlantische Oceaan

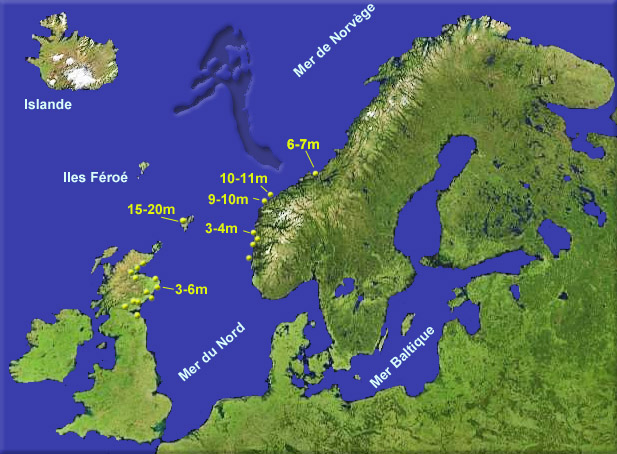
Kaartje van de tsunami, waarbij de hoogte van de tsunamigolf in geel (in meters) is aangegeven. De hoogten zijn gebaseerd op gevonden tsunami-sedimenten

Er is bij de ontwikkeling van het gasveld Ormen Lange in 2004 gekeken of een dergelijke aardverschuiving opnieuw zou kunnen plaatsvinden; men stelde toen dat er eerst een nieuwe ijstijd zou moeten plaatsvinden om vergelijkbare sedimentopbouw te krijgen, implicerend dat de dooi na de ijstijd een rol speelde. In 2023 werd echter vastgesteld dat er zo'n 20 000 jaar geleden in hetzelfde gebied ook al een aardverschuiving is geweest. Deze Nyegga-verschuiving vond plaats tegen het eind van het Laatste Glaciale Maximum, dus onder totaal andere omstandigheden. Op grond daarvan is het risico hoger ingeschat.